# Epiphragma (Eupolyphragma) latitergatum
Epiphragma (Eupolyphragma) latitergatum is een tweevleugelige uit de familie steltmuggen (Limoniidae). De soort komt voor in het Oriëntaals gebied.